# Acta Palaeontologica Polonica
Acta Palaeontologica Polonica là một tạp chí khoa học của Ba Lan, được thành lập từ năm 1956. Tạp chí chuyên xuất bản các công trình khoa học liên quan đến lĩnh vực cổ sinh học, các nghiên cứu chuyên sâu về tất cả các loại hóa thạch, phương thức sống và cấu trúc bộ xương của các sinh vật cổ đại. Ngoài ra, Tạp chí còn xuất bản các nghiên cứu về động vật có xương sống và ứng dụng bằng chứng hóa thạch vào các nghiên cứu về sự phát triển. Tạp chí xuất bản mỗi quý một số, ngôn ngữ chính bằng tiếng Anh.

## Mã số xuất bản[2]
Bản in ISSN: 0567-7920
Bản điện tử ISSN: 1732-2421
Nhà xuất bản: Viện Cổ sinh vật học, Viện Hàn lâm Khoa học Ba Lan

## Chỉ số ảnh hưởng
Chỉ số IF (Impac factor) năm 2020: 1.682
Đứng thứ 22 trong 55 tạp chí cổ sinh vật học được liệt kê.
Nhóm Q1 trong danh mục tạp chí SCIE
Chỉ số SCImago năm 2019: 0.79

## Ban biên tập
Tổng biên tập: Andrzej Kaim
Biên tập viên kỹ thuật: Jolanta Kobylińska

## Hội đồng khoa học
GS. TSKH Tomasz K. Baumiller  (Mỹ), cố vấn mảng Động vật không xương sống
GS. TSKH Roger Benson (Anh), cố vấn mảng Động vật có xương sống
GS. TSKH Michael J. Benton (Anh), cố vấn mảng Động vật có xương sống
GS. TSKH Anne Budd (Mỹ), cố vấn mảng Động vật không xương sống
GS. TSKH Richard J. Butler (Anh), cố vấn mảng Động vật có xương sống
GS. TSKH Christian Klug (Thụy Điển), cố vấn mảng Động vật không xương sống
GS. TSKH Michael Krings (Đức), cố vấn mảng Thực vật
GS. TSKH Jan Pawlowski (Ba Lan), cố vấn mảng Phát sinh chủng loạii phân tử, cổ sinh vật
GS. TSKH Grzegorz Racki (Ba Lan), cố vấn mảng Tiến hóa của hệ sinh thái, cổ sinh vật
GS. TSKH Jarosław Stolarski (Ba Lan), cố vấn mảng Động vật không xương sống